# Municipio de Midway (Dakota del Norte)
El municipio de Midway (en inglés: Midway Township) es un municipio ubicado en el condado de Stutsman en el estado estadounidense de Dakota del Norte. En el año 2010 tenía una población de 579 habitantes y una densidad poblacional de 7,81 personas por km².

## Geografía
El municipio de Midway se encuentra ubicado en las coordenadas 46°56′13″N 98°46′6″O / 46.93694, -98.76833. Según la Oficina del Censo de los Estados Unidos, el municipio tiene una superficie total de 74.09 km², de la cual 69,27 km² corresponden a tierra firme y (6,51 %) 4,83 km² es agua.

## Demografía
Según el censo de 2010, había 579 personas residiendo en el municipio de Midway. La densidad de población era de 7,81 hab./km². De los 579 habitantes, el municipio de Midway estaba compuesto por el 97,24 % blancos, el 0,52 % eran afroamericanos, el 1,21 % eran amerindios, el 0,17 % eran asiáticos, el 0,52 % eran de otras razas y el 0,35 % eran de una mezcla de razas. Del total de la población el 0,86 % eran hispanos o latinos de cualquier raza.